# Albania en las guerras de los Balcanes

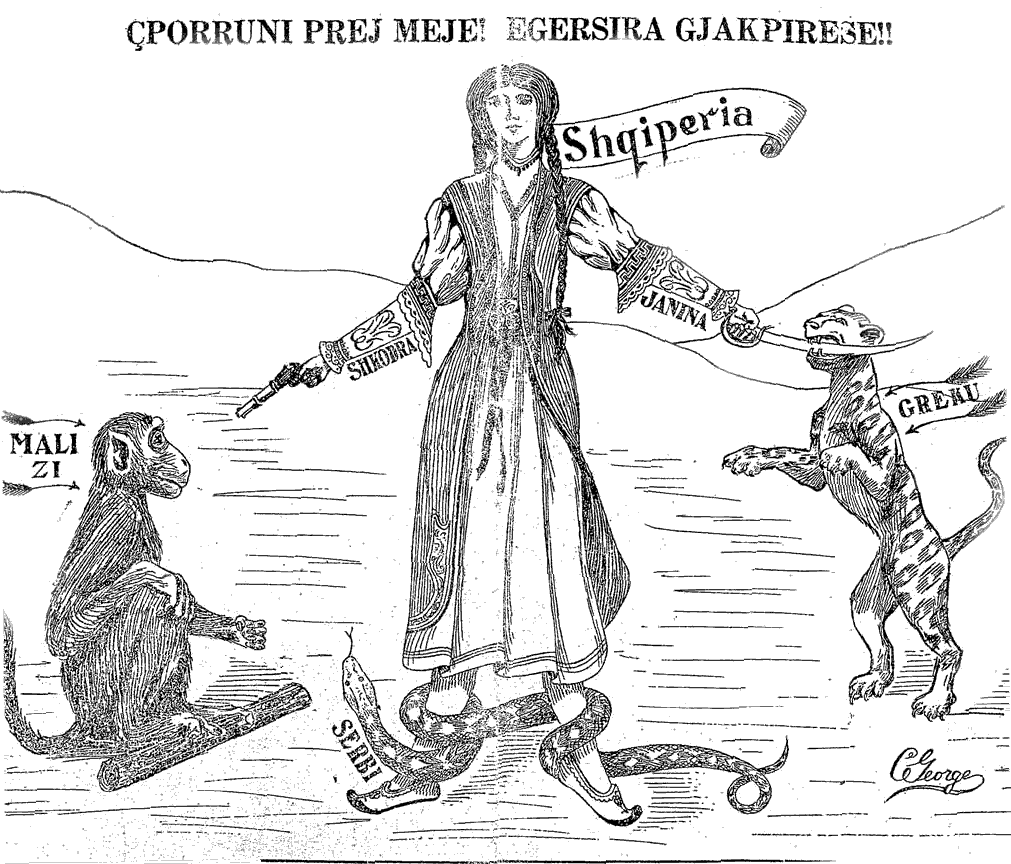
Caricatura propagandística que muestra a Albania como una mujer que se defiende de sus enemigos vecinos. Montenegro es el mono, Grecia el leopardo y Serbia la serpiente. El texto en albanés reza: «¡Alejaos de mí, bestias chupadoras de sangre!»

Albania fue una de las potencias involucradas en las guerras de los Balcanes entre el 8 de octubre de 1912 y el 18 de julio de 1914, cuando aún formaba parte del Imperio otomano. 
La independencia de Albania se proclamó el 28 de noviembre de 1912. Este capítulo de la historia de Albania estuvo envuelto en la controversia y en el conflicto, como la mayor parte de la región independizada, que se encontraba controlada por la Liga de los Estados balcánicos: Serbia, Montenegro y Grecia. Desde el instante de la declaración de independencia hasta el momento en que esta fue reconocida, Albania renunció a muchas de las tierras originalmente incluidas en el nuevo Estado. Desde la proclamación de la independencia en noviembre de 1912, el Gobierno Provisional de Albania afirmó su control sobre una pequeña parte del centro de Albania, incluidas las ciudades importantes de Vlorë y Berat.

## Gobierno provisional de Albania
1912 iba a ser un año lleno de acontecimientos en Rumelia. En agosto, el Gobierno otomano reconoció la autonomía de Albania. En octubre de 1912, los Estados de los Balcanes, a raíz de sus propias aspiraciones nacionales, atacaron conjuntamente al Imperio otomano y durante los meses siguientes se repartieron casi toda Rumelia, los territorios otomanos en Europa, incluyendo los habitados por los albaneses. En noviembre, con el estallido de la Primera Guerra de los Balcanes, los albaneses se levantaron y declararon la creación de una Albania independiente, que abarcaba todo lo que en el siglo XXI es Albania y Kosovo.

## Campañas de la Liga Balcánica en la Albania otomana

### Campaña serbia
El ejército serbio entró por primera vez en territorio otomano habitado por la etnia albanesa en octubre de 1912, durante la Primera Guerra de los Balcanes. El Reino de Serbia ocupó la mayor parte de las tierras habitadas por albaneses, incluyendo la costa de Albania en el Adriático. El general serbio Božidar Janković fue el comandante del Tercer Ejército Serbio durante la campaña militar en Albania. El ejército serbio se encontró con una fuerte resistencia de la guerrilla albanesa, mandada por Isa Boletini, Azem Galica y otros jefes militares. Durante la ocupación serbia del territorio, el general Janković obligó a notables y caudillos tribales locales a firmar una declaración de agradecimiento al rey Petar I Karađorđević por su «liberación por el ejército serbio».
El ejército del Reino de Serbia capturó Durrës el 29 de noviembre de 1912, sin ningún tipo de resistencia. Inmediatamente después de su llegada a Durrës, el Reino de Serbia estableció el Condado de Durrës, sus oficinas de distrito y designó al gobernador de la provincia, el alcalde de la ciudad y el comandante de la guarnición militar.
Durante la ocupación, el ejército serbio cometió numerosos crímenes contra la población albanesa «con vistas a la transformación del carácter étnico de estas regiones». El Gobierno serbio rechazó los informes de crímenes de guerra.
Tras la firma del Tratado de Londres en mayo de 1913 —que otorgó nuevas tierras a Serbia, entre ellas la mayor parte del antiguo Valiato de Kosovo—, el Gobierno serbio aceptó retirar sus tropas del territorio, recientemente ampliado. Esto permitió que el Estado albanés existiera en paz. La retirada definitiva del personal serbio de Albania tuvo lugar en octubre de 1913.

### Campaña montenegrina
Scutari y sus alrededores siempre habían sido deseados por Montenegro, aunque sus habitantes eran en su mayoría de origen albanés. El sitio de Shkodër terminó el 23 de abril de 1913 y enfrentó a las fuerzas aliadas de Montenegro y Serbia, que cercaron la población, a las del Imperio otomano y las del Gobierno Provisional de Albania.
Montenegro tomó Scutari ese mismo día pero, cuando la guerra hubo terminado, las grandes potencias se la arrebataron; Montenegro fue obligado a evacuarla en mayo de 1913, según lo decidido en la Conferencia de Embajadores celebrada en  Londres (llamada «conferencia de Londres»). La presencia de una pequeña flotilla naval de cañoneras británicas e italianas que recorría el río Bojana y la costa del Adriático aceleró la retirada montenegrina.

### Campaña griega
Antes de la declaración de la independencia de Albania en Vlorë, el Ejército griego controlaba parte del territorio que más tarde se incorporaría al Estado albanés. El 18 de noviembre de 1912, después de una revuelta exitosa y diez días antes de la declaración de independencia de Albania, el mayor Spyros Spyromilios expulsó a los otomanos de la región de Himara. La Armada griega también bombardeó la ciudad de Vlorë el 3 de diciembre de 1912. Sin embargo, el Ejército griego no capturó Vlorë, que era de gran interés para Italia.
Las fuerzas griegas estuvieron desplegadas en lo que más tarde se convertiría en el sur de Albania hasta marzo de 1914. Después de que las grandes potencias acordaran los términos del Protocolo de Florencia en diciembre de 1913, Grecia se vio obligada a retirarse de las ciudades de Korçë, Gjirokastër y Sarandë y los territorios circundantes.

## Consecuencias
Bajo una fuerte presión internacional, los vecinos balcánicos de Albania se vieron obligados a retirarse del territorio del Estado internacionalmente reconocido de Albania en 1913. El nuevo Principado de Albania incluía sólo la mitad de la población de origen albanés, mientras que un gran número de albaneses se mantuvieron en los países vecinos.